# 首輪

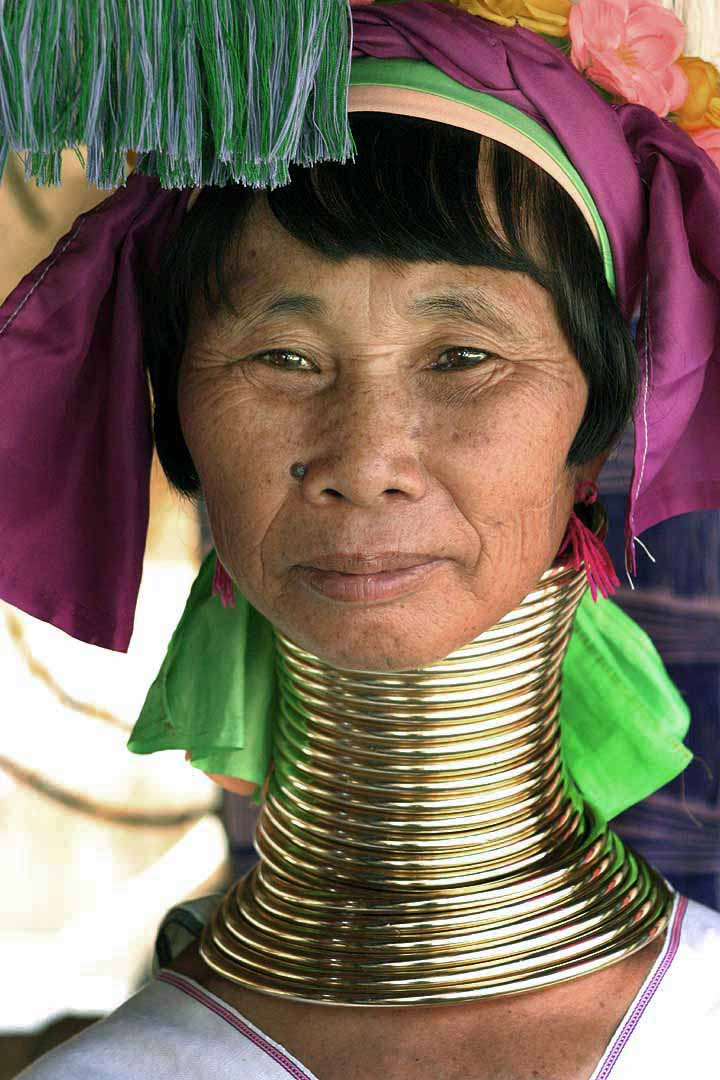
首長族の首輪は首を長く見せる役割を持っている

首輪（くびわ、Collar）は、首に付ける輪。大まかに以下のような種類に分かれる。
1. ファッションとして人間が身につけるもの。
2. 識別や誘導用に動物につけるもの。
3. 刑罰として人間が身につけるもの。
4. SMプレイに用いるもの。首輪 (BDSM)参照。

## 用途別の首輪

### ファッションとしての首輪
13世紀のヨーロッパにおいて中世のシュミーズの引き紐をもとに発展した、分離した状態の襟 (Collar) のことを指す。エリザベス朝のイギリスにおいても独自の発展を遂げ、襞襟のようなものが生まれた。近年においては、襟を省略した着やすい衣服が主流になった。

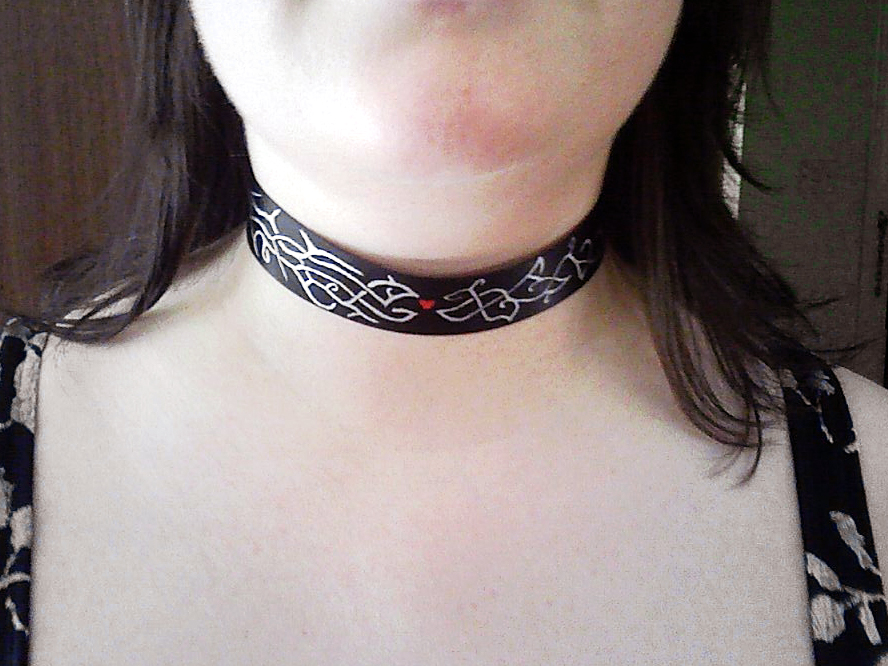
チョーカー 黒リボン

チョーカー (Choker) という名称で首に巻くリボンのようなものや、ホックで留めるものが存在している。古代エジプトでは主に古王国時代に女性が身に着けた装身具であり、19世紀のイギリスではエドワード7世の王妃アレクサンドラが首の手術痕を隠すために積極的に利用したほか、真珠などの宝石やレースでできた装飾的なものを使用した。
首飾り（ネックレス）の同義語として使用されることもある。また、これとよく似たスタイルの付け襟といったものもある。
パンク・ファッションが一般化すると、鋲付きの首輪が登場した。これは欧米でいうパワーコスチューム（意味を持たせた記号論的衣服）として、凶暴さや既存のルールに縛られないという決意を意味しており、ボンデージファッションに拡大した。

### 動物用の首輪
主に犬や猫といったペットに対して使用されるものを指す。個体の識別や、紐や鎖と結び付けて逃亡を防ぐために用いられる。また、首輪の有無は「人間の管理の有無」を示すので、野良犬や野良猫との区別に用いられることがある。首輪に飼い主の氏名・住所・連絡先等を記した迷子札を付ける場合もある。犬に散歩をさせる場合は、首輪に紐を括り付け、飼い主が紐を持ちながら歩かせることが一般的である。近年では無線式で電気信号を飛ばし首輪に振動を与え、犬に指示できる首輪も存在している。またノミなどの皮膚寄生虫避けの首輪も存在している。夜間の散歩で自動車など他者への視認性を上げるために充電式でLEDで光るセーフティカラーも登場した。
かつては牛や羊のような家畜にも用いられ、カウベルのように識別のための道具を下げることがあった。近年では耳にタグを打っている場合が多い。馬は首が発達しているため轡を用いる。
犬の宮・猫の宮では亡くなった犬猫の首輪が奉納される（当項目参照）。

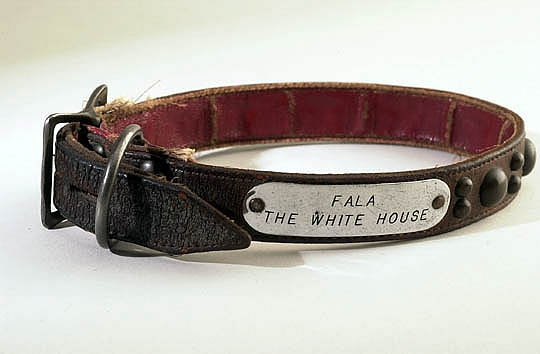
連絡先等を記した首輪
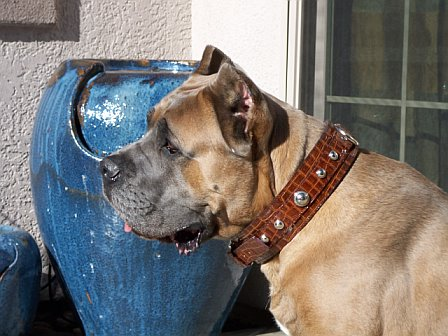
首輪を装着した犬
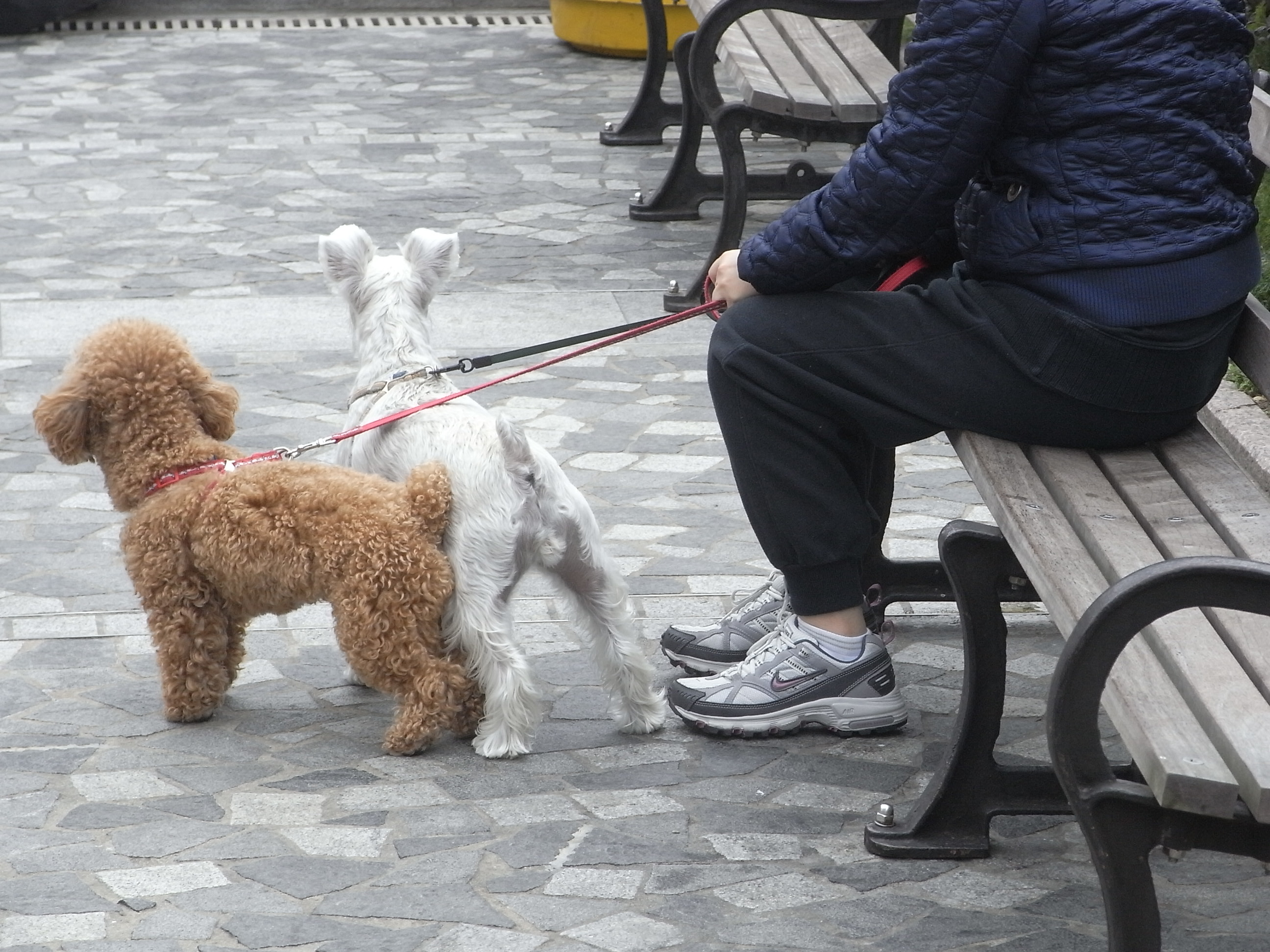
首輪のリードを持つ人
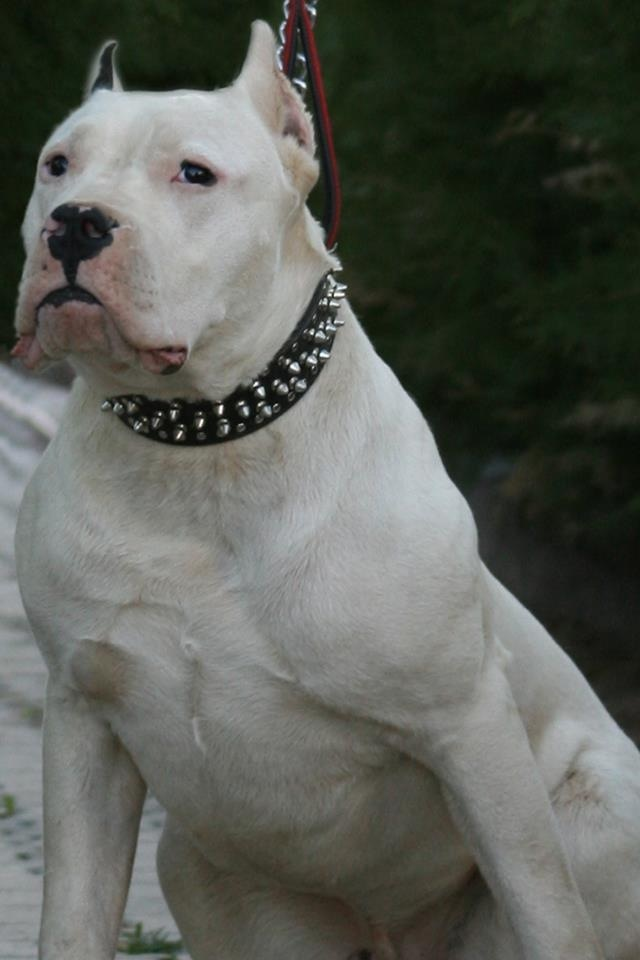
とげ付き首輪

### 刑罰用の首輪

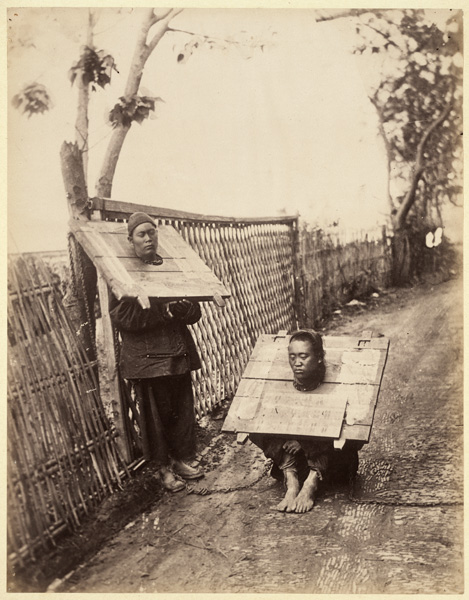
税金滞納の科で、首枷を嵌められた男性。1870年代の清国

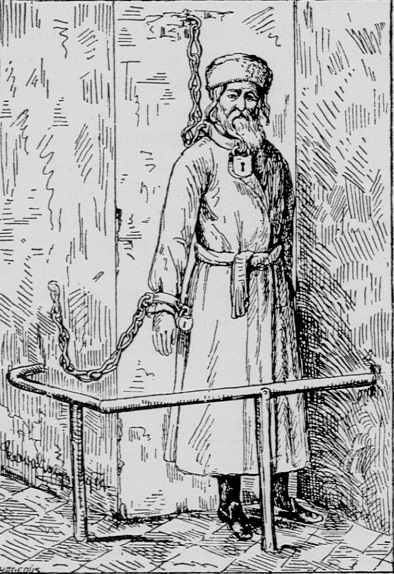
首輪をかけられた囚人

手枷と同様に犯罪者への刑罰としての首枷が、中国、ヨーロッパや日本でも用いられた。
出土事例としては、1962年の中国で、漢代の刑徒の墓が522基発見されたが、その内の一基の墓センから、南陽郡宛県出身の陳便という刑徒が頭髪を剃られ、鉗（けん）＝鉄の首枷をされたこと、永初元年（107年）5月25日に埋葬されたことが記されており、鉗自体も出土している。
手枷と一体化したものが多く、おしゃべり、飲酒、博打、追突への刑罰に対し用いられている。奴隷が存在していた時代には自由を奪うために拘束具として首輪が用いられた。見せしめとしての意味も大きい。文献例として、14世紀成立の『太平記』二巻に首枷の記述が見られるが、手枷孔は頭の前後にあり、「縦型」で、西洋のような頭の横に手枷孔がある「横型」ではない。

## 首輪の役割
もともと首輪は装飾品であったが、呼吸をする部位を締めることから重要な部分を抑えている、という記号論的な意味を内包する。特に犬に対して用いられる首輪は、被支配者の象徴としての意味合いが強く、「飼い犬」を示す記号でもある。そのため首輪をしていることは自由意志を持たない、支配されているという意味合いを示すことが多い。
動物用首輪には首輪につなげたリードを引くことによって、動物に飼い主の意思を伝える働きがある。特に犬にはそうした調教が施されることが多い。動物愛護の観点から、首輪を強く引くことがペットに必要以上の苦痛を与える可能性が指摘されている。近年ではボディハーネス(en)も普及し始めている。